# Tayfun Korkut
Tayfun Korkut (Stuttgart, 2 april 1974) is een Turks-Duits voetbalcoach en voormalig voetballer.
Alhoewel Tayfun jaren voor het Turkse voetbalelftal heeft gespeeld, is hij officieel een Duitser. In 1998 koos hij voor de Duitse nationaliteit om zo de Turkse dienstplicht te ontlopen. Omdat hij daarvoor al enkele interlands had gespeeld voor Turkije, mocht hij voor dit land blijven spelen.

## Clubcarrière
Tayfun werd geboren en getogen in Duitsland. Zoals veel Turken die geboren zijn in Duitsland, is hij een zoon uit een gastarbeidersgezin. Tayfun werd op zijn twaalfde opgenomen in de jeugd van Stuttgarter Kickers. Hij doorliep de gehele jeugdafdeling en stroomde zodoende de A-selectie binnen. Op zijn 21e wilde hij samen met oud-teamgenoot en vriend Erol Bulut zijn geluk beproeven in Turkije en solliciteerde onder meer bij Beşiktaş JK en Fenerbahçe. Beiden kregen een contract bij Fenerbahçe.
Tayfun was een waardevolle speler in het elftal van Fenerbahçe en na vijf jaar gespeeld te hebben bij de club uit Istanboel vertrok hij naar Real Sociedad. Hier verliepen zijn eerste seizoenen goed, maar in het laatste seizoen was hij vaak wisselspeler en wilde hij vertrekken. Na een korte periode bij Espanyol was Korkut weer terug in Turkije om te voetballen bij aartsrivaal Beşiktaş JK. Na nog een jaar actief te zijn geweest als profvoetballer zette de voormalige middenvelder in 2006 een punt achter zijn carrière.

## Interlandcarrière
Tayfun kwam ook uit voor het nationale elftal. Direct in 1995 tijdens zijn eerste seizoen in Turkije werd hij geselecteerd. Hij zat in de selecties voor het Europees kampioenschap voetbal 1996 en 2000. In 2002 viel hij als laatste speler af voor een selectieplaats voor het Wereldkampioenschap voetbal. Op 9 september 2003 speelde Korkut zijn laatste interland voor Turkije tegen Ierland. Uiteindelijk kwam hij tot 48 interlandduels, waarin hij viermaal scoorde.

## Trainerscarrière
In het seizoen 2007/08 was Tayfun actief als jeugdtrainer bij zijn voormalige werkgever in Spanje, Real Sociedad. In 2009 en 2010 was hij trainer van de selectie onder 17 van TSG Hoffenheim. Vervolgens werd hij in juli 2011 trainer van het elftal onder 19 van VfB Stuttgart. Deze post verliet hij om in januari 2012 assistent-bondscoach van Abdullah Avci bij Turkije te worden. Nadat Avci in augustus 2013 werd ontslagen verloor ook Tayfun zijn job.
In januari 2014 werd Tayfun trainer van Hannover 96. Het was de eerste club waar hij hoofdtrainer was. Hij werd ontslagen op 20 april 2015. Hannover stond op dat moment vijftiende.

## Erelijst
- Winnaar Turkse competitie met Fenerbahçe seizoen 1995/1996.